# Dodge Challenger
La Dodge Challenger è un'autovettura prodotta dalla casa automobilistica statunitense Dodge dal 1969 al 22 dicembre 2023 in tre diverse generazioni.

## Prima generazione (1969–1974)
La Dodge Challenger è una delle più note muscle car americane, e una delle ultime pony car.
Nacque nel 1969 nelle versioni Challenger Six, Challenger V8, Challenger T/A e Challenger R/T.
Il motore base di una Dodge Challenger era un sei cilindri in linea da 3.7 litri di cilindrata, mentre la versione V8 era equipaggiata con 5.2 litri avente doppio carburatore in grado di sviluppare fino a 230 CV (170 kW). Motori alternativi erano i V8 da 5.6 o 6.3 litri.
La Challenger R/T era la versione più prestante e sportiva: montava infatti motori da circa 7 litri; di questi il meno potente sviluppava 335 CV (250 kW) ed era dotato di cambio manuale a 3 marce. Gli altri motori alternativi sviluppavano 375, 390 e 425 CV.
La Challenger uscì di produzione nel 1974 e venne riprodotta (con molto meno successo) tra il 1978 e il 1983.
Il telaio richiama quello impiegato per la Plymouth Barracuda, ma con carrozzeria totalmente diversa.

## Seconda generazione (1978–1983)
La Challenger fu reintrodotta nel 1978, questa volta solo in versione coupé.
Derivava dalla Mitsubishi Galant Lambda e veniva venduta tramite i concessionari Dodge.
Salvo poche varianti, era identica alla Plymouth Sapporo.
Nel modello Dodge erano sottolineate le caratteristiche sportive, mentre in quello Plymouth erano enfatizzate le caratteristiche lussuose.
Nel 1981 la Challenger fu rivista.
Il modello era dotato di un motore a quattro cilindri in linea da 1,6 litri o 2,6 litri. Il cambio era manuale a cinque rapporti oppure automatico a tre marce. Era assemblata in Giappone.

## Terza generazione (2008-2023)

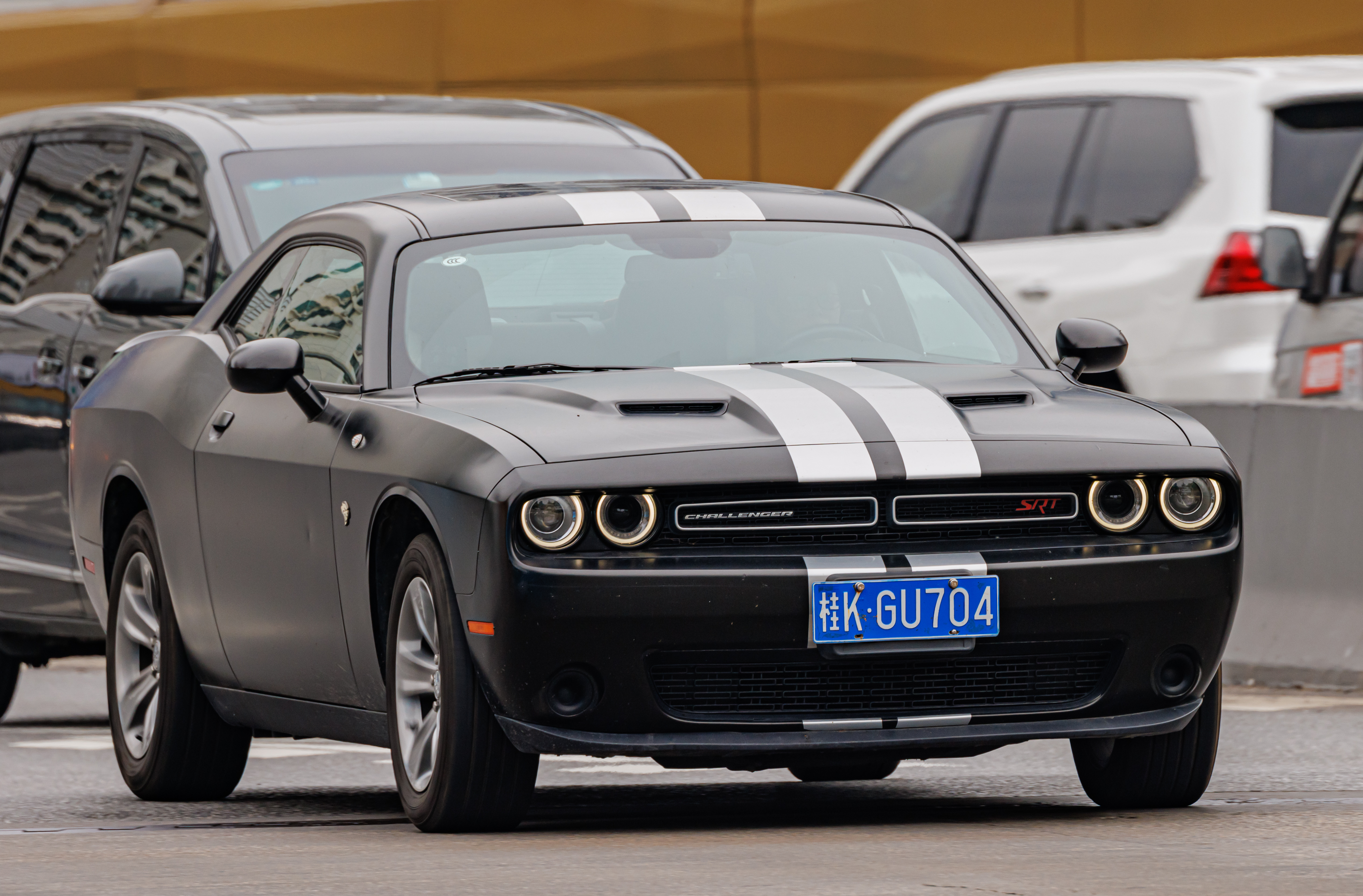
Dodge Challenger III

Alla fine del 2005, la Dodge pubblicò sul web le foto del prototipo della Dodge Challenger, che venne annunciata ufficialmente il 21 novembre 2005. La Concept venne presentata al North American Auto Show del 2006 ed era una versione prototipale vicina a quella di serie; la produzione ebbe inizio nel 2008. Molti elementi di design della Dodge Challenger III vennero ripresi dalla originale Dodge Challenger R/T degli anni 70. Fu la seconda muscle car a riutilizzare un design retrò vintage, sulla scia della Ford Mustang V del 2004, che successivamente venne adottato anche dalla Chevrolet Camaro V del 2009.
La produzione è terminata il 23 dicembre 2023.

## Attività sportiva

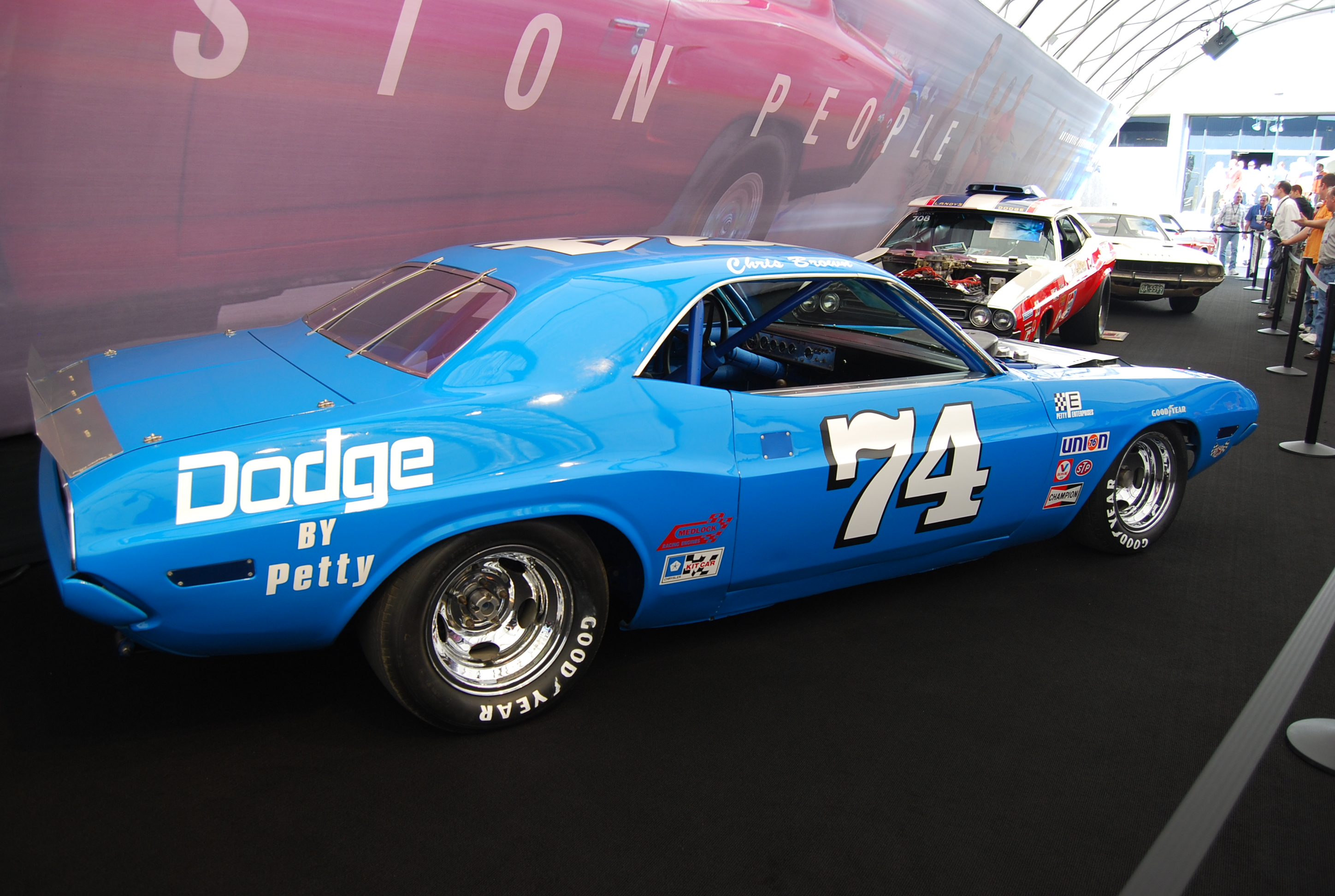
Una Dodge Challenger da competizione

Nel 1970 la Challenger venne schierata nel campionato statunitense Trans-Am. La vettura venne preparata dalla Ray Caldwell Autodynamics ed affidata al pilota Sam Posey sotto la sponsorizzazione Classic Wax. Nonostante l'accanita concorrenza, la Challenger terminò quarta in classifica alla fine del campionato con tre terzi posti ottenuti sui circuiti di Lime Rock, Road America e Kent.